# Guanyin

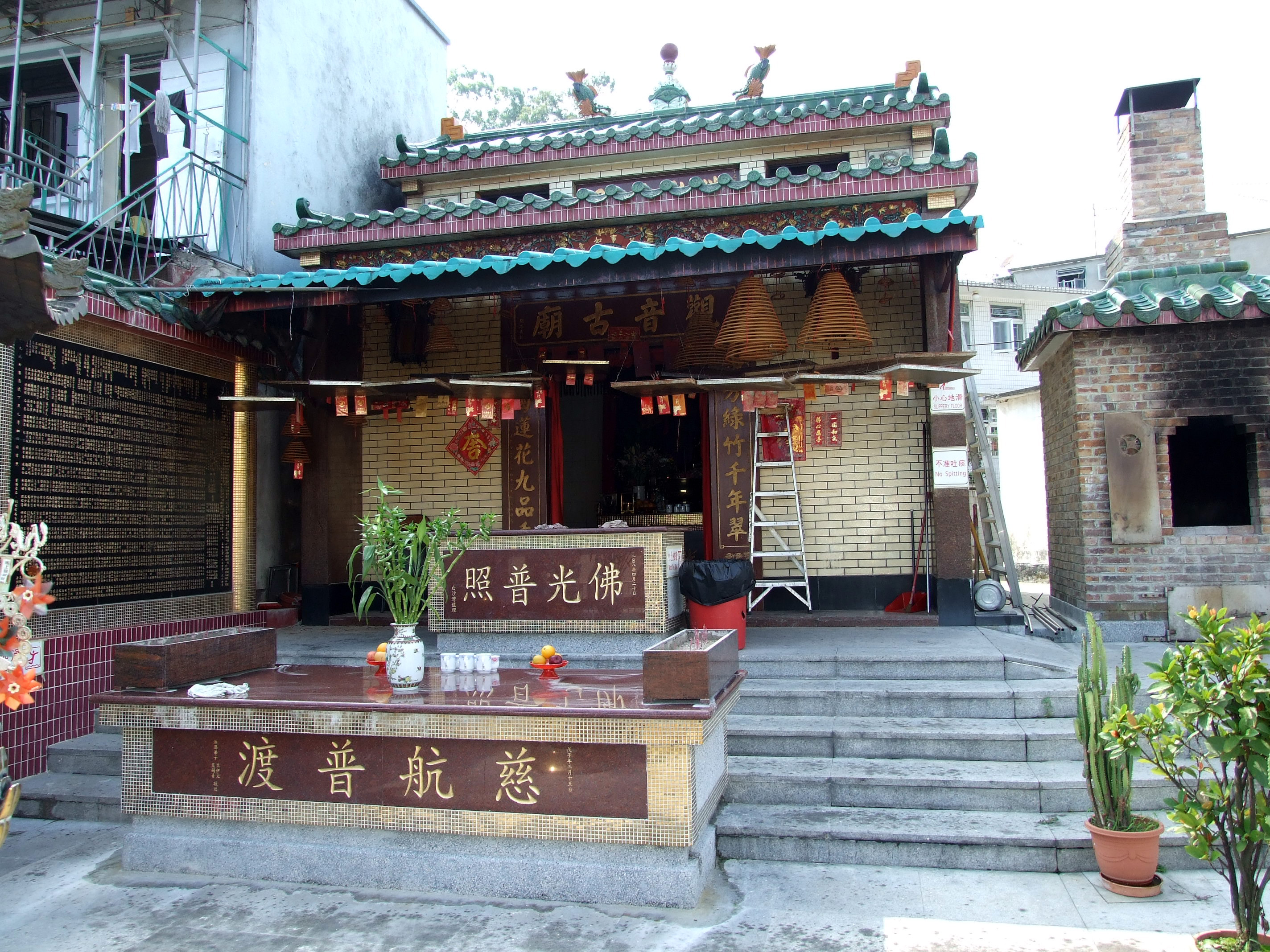
Guanyintempel van Pak Sha Wan in Hongkong, Pak Sha Wan

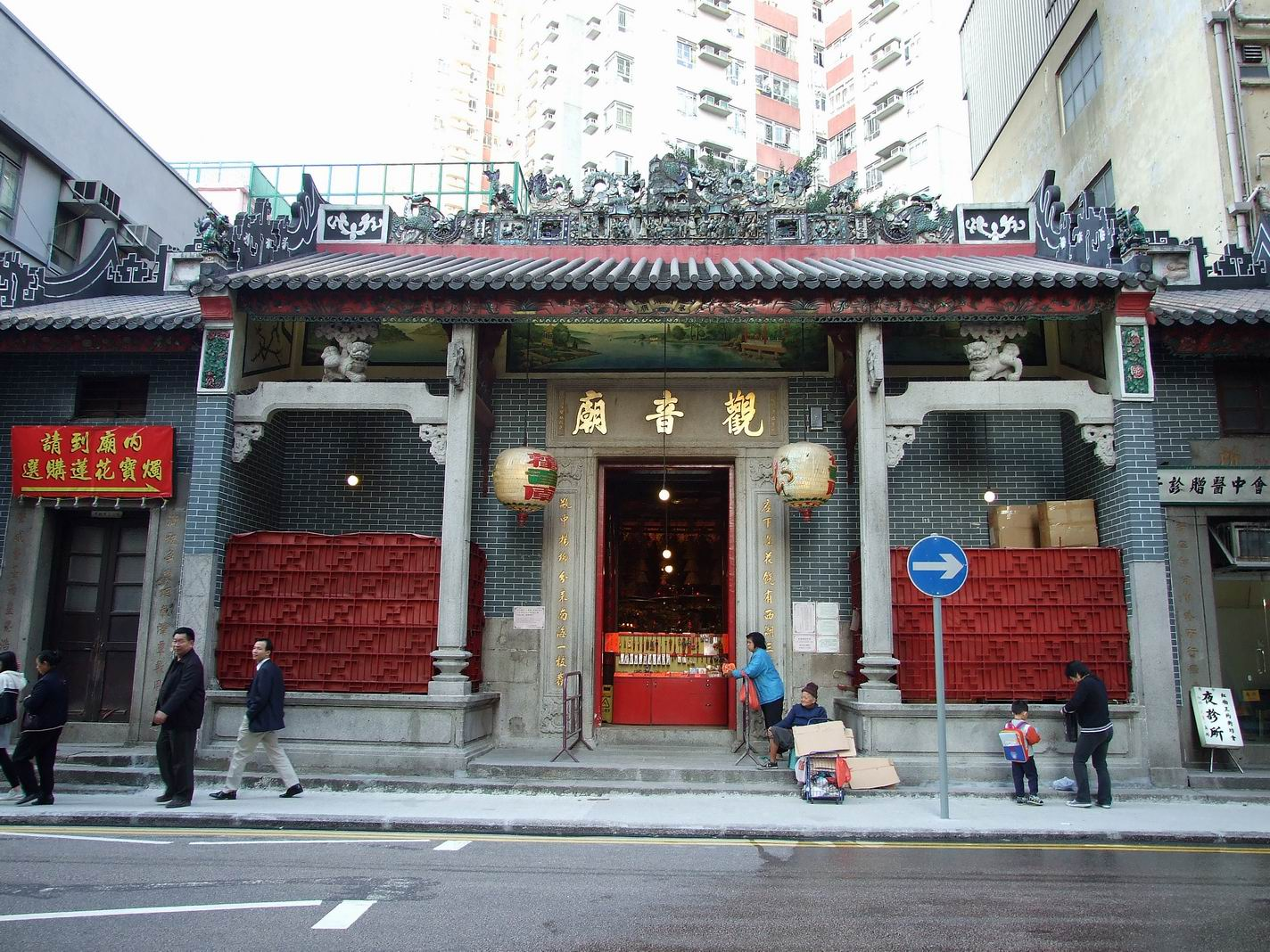
Guanyintempel in Hongkong, Hung Hom

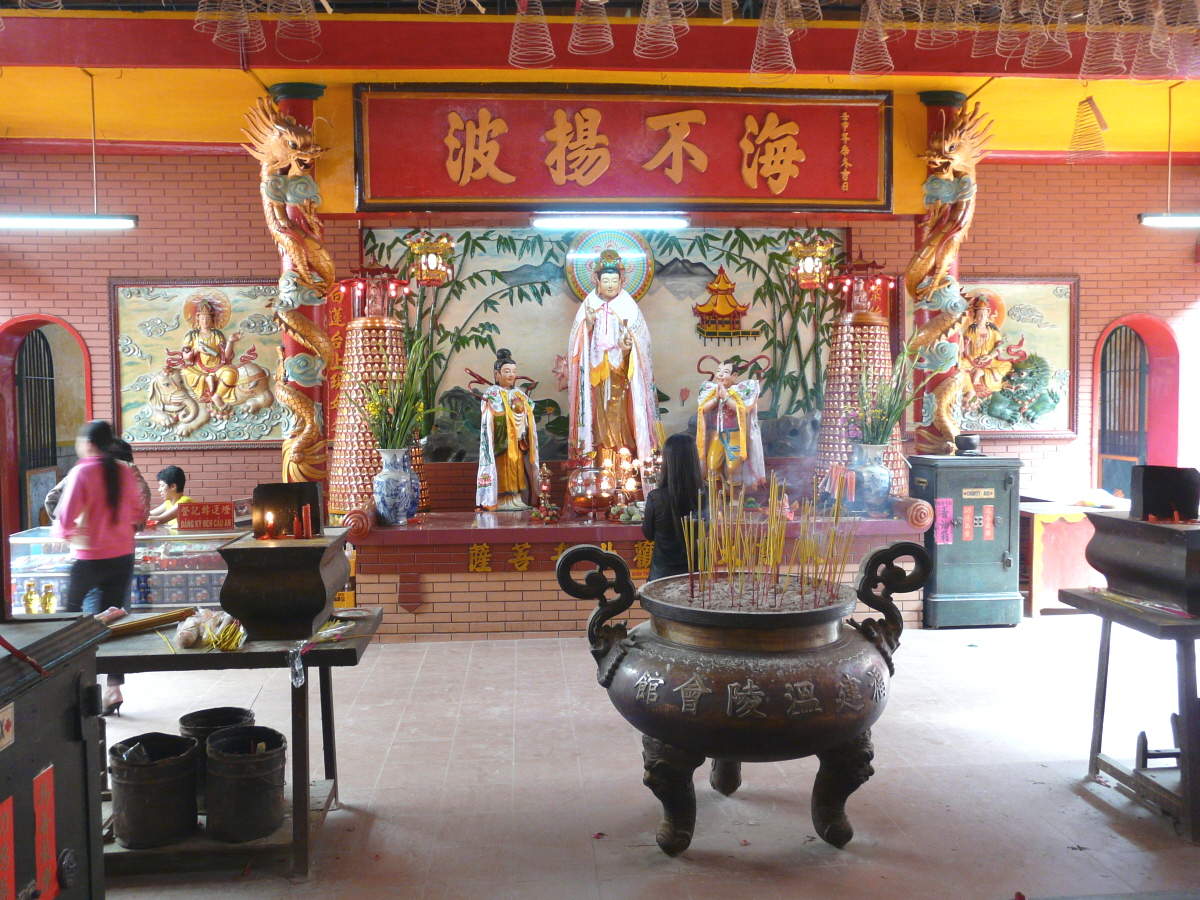
Guanyintempel in Vietnam, Ho Chi Minhstad

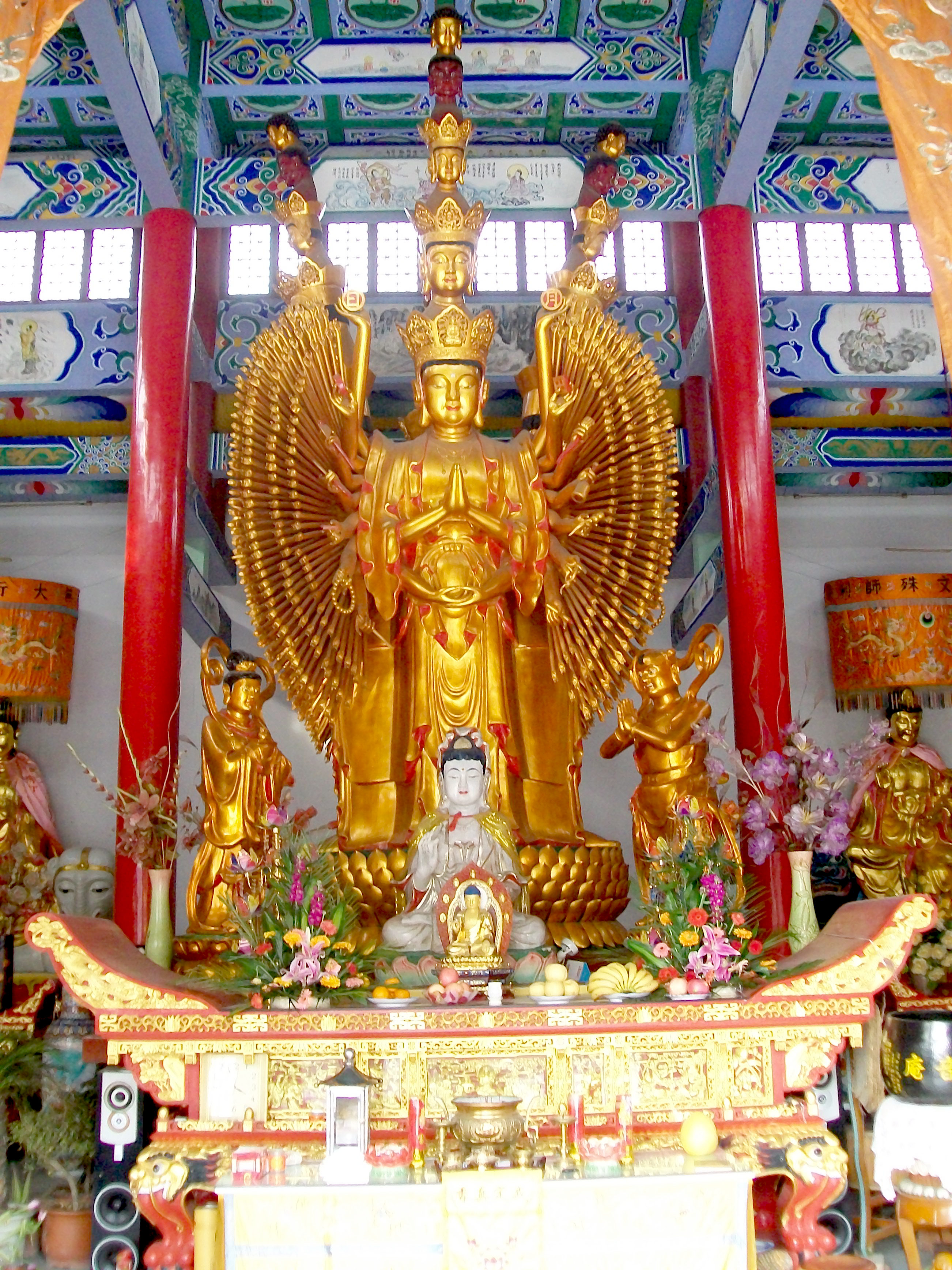
Goudkleurig beeld van de Guanyin met duizend armen

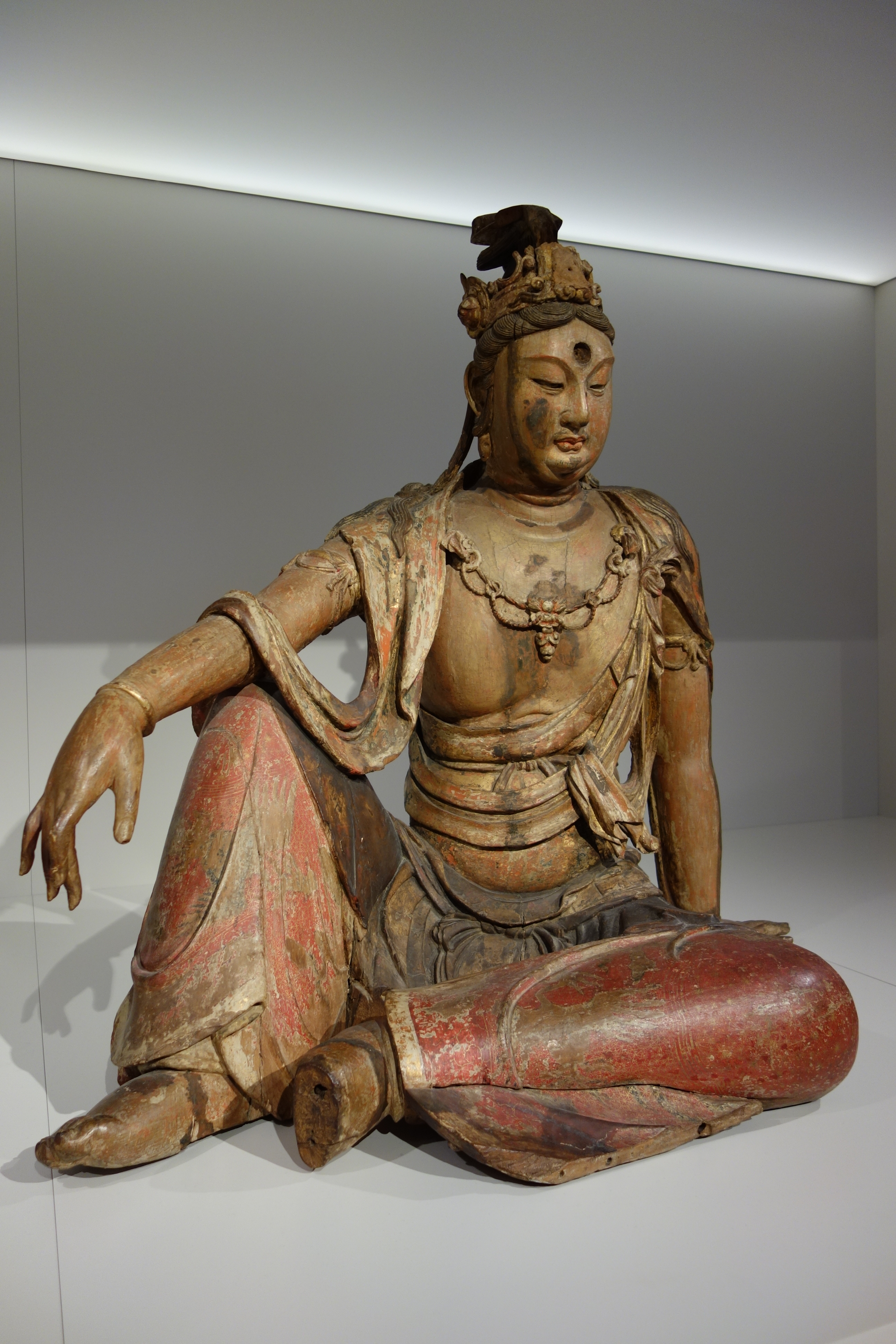
Een houten beeld van tussen 1100 en 1200 in het Rijksmuseum Amsterdam toont Guanyin als zittende man.

Guanyin, Kwanyin, Guanshiyin of Guanyin Pusa is de Chinese interpretatie van de bodhisattva Avalokiteśvara (de godin van troost en genade). Daarnaast wordt ze in het taoïsme gezien als een onsterfelijke. Het heilige schrift dat aan haar gewijd is, is het Dabeizhou. Guanyin is de godin van mededogen en de zee. Ze behoort samen met Mahasthamaprapta en Amitabha Boeddha tot de drie heiligen uit het westelijke paradijs; zij worden aanbeden om overleden geliefden van de hel te redden en ze toegang tot het westelijke paradijs te geven.
Guanyin wordt in de traditionele Chinese godsdienst, taoïsme en Chinees boeddhisme vooral opgeroepen in gebeden ten tijde van gevaar. Guanyin werd in China oorspronkelijk als  een mannelijke godheid afgebeeld en gezien. Er zijn beelden van Guanyin vanaf de vijfde eeuw waarin de bodhisattva duidelijk als een man wordt verbeeld. De beroemde Chinese pelgrim en vertaler Xuanzang schreef in de zevende eeuw overduidelijk  over Guanyin als een man. Ook in de Śūraṅgamasoetra van begin achtste eeuw is Guanyin nog steeds een man. In die achtste eeuw  begon echter ook het transformatieproces  van Guanyin naar een vrouwelijke gedaante. Dat proces was eind tiende eeuw voltooid. Vanaf de elfde eeuw begon het eiland Putuo Shan zich te ontwikkelen als een belangrijke plaats voor de verering van Guanyin. In de veertiende eeuw was Putuo Shan de belangrijkste plek in China voor die verering geworden. Het eiland heeft ook de naam Putuo omdat er in het Chinese boeddhisme de aanname is dat dit het eiland Potalaka moet zijn dat in de Avatamsakasoetra beschreven staat als het eiland en de verblijfplaats van  Avalokitesvara.
In Korea en Japan werd het beeld van Guanyin overgenomen en wordt ze ook als godin voorgesteld. In Korea heet de godin Gwan-eum (관음) of Gwanse-eum (관세음), in Japan Kannon (観音).
Guanyin wordt op schilderijen vaak voorgesteld met een kindje in haar armen. Het lijkt daarom op een boeddhistische variant van de katholieke Maria met het kindje Jezus in de armen. Een ander vaak voorkomend schilderij van haar is dat Guanyin een vaas in de handen heeft, deze vaas bevat reddend water en wordt door haar op de aarde gegoten, waardoor mensen uit gevaar worden gered.
Guanyin komt ook voor in de Chinese roman Reis naar het westen, daarin speelt ze de rol van redder van Sun Wukong, een brutale en gemene aap die door Guanyin in een vreedzame aap veranderd wordt.

## Daoïsme
In het daoïsme is Guanyin opgenomen in hun pantheon. 
De daoïstische religieuze namen van Guanyin zijn:
- 觀音大士 (grote persoon Guanyin)
- 慈航真人 (zhenren van de mededogende reddingsboot)
- 慈航大士 (grote persoon van de mededogende reddingsboot)

## Chinese volksreligie
Guanyin wordt in de Chinese volksreligie magistraal aanbeden door de volgelingen. In vrijwel elk huis van beoefenaars van deze volksreligie hebben een altaar van Guanyin, waar regelmatig wierook wordt aangestoken. Guanyin wordt vooral aanbeden bij het vragen om de geboorte van een zoon.
De Chinese volksreligieuze naam is:
- 送子觀音 (zoonschenkende Guanyin)

## Heilige geschriften waarin Guanyin voorkomt
- Hartsoetra
- Nilakantha dharani
- Lotussoetra-rol 7, hoofdstuk 25, Guanshiyin Pusa Pumenpin
- Avatamsakasoetra
- Soetra van Ksitigarbha Bodhisattva's grote geloftes
- Guanyinjiukujing
- Guanyinshenzhou
- Baiyishenzhou
- Yanmingshiju Guanyinjing
- Xifaputixin

## Mantra
Mantra is een middel om te bidden voor Guanyin-volgelingen. De Guanyin-mantra's zijn in verschillende vormen en lengtes. Mantra's worden meestal 108 keer achterelkaar opgezegd.
Een Sanskriet mantra van Guanyin is "Om Mani Padme Hum" die in het Standaardmandarijn vertaald wordt als:
- An Ma Ni Ba Mi Hong (唵嘛呢叭咪吽)

De kortste Chinese mantra is:
- Namo Guanshiyin Pusa (喃無觀世音菩薩; wat betekent: "ik zoek toevlucht tot Guanshiyin Bodhisattva")

De langste Chinese mantra is:
- Namo Dacidabei Jiukujiunan Qianshouqianyan Guangdalinggan Guanshiyinpusa (喃無大慈大悲救苦救難千手千眼廣大靈感觀世音菩薩; wat betekent: "ik zoek toevlucht tot de grootaardige, grootmededogende, wezens in de bittere zeereddende, slachtoffersreddende, duizendarmige, duizendogige, grote en spirituele Guanshiyin Bodhisattva")

## Chinees nieuwjaar
Bij Chinees nieuwjaar bestaat het Chinese gebruik om de tempel te bezoeken om te offeren en te bidden voor een goed jaar. Na nieuwjaar wordt er op de avond van de 25e dag van de eerste maand in de Chinese kalender Guanyinkaifu georganiseerd door vele Guanyintempels in Guangdong. Op deze avond kan men geld lenen van Guanyin om handelszaken te doen. Als men winst heeft in het nieuwe jaar, moet men op oudejaarsdag in de Chinese kalender het geleende geld terugbetalen aan Guanyin.

## Gedenkdagen
Op gedenkdagen van Guanyin (觀音寶誕) worden er bij de ingang van de tempels geen ratelbanden aangestoken in tegenstelling tot gedenkdagen van andere goden, bodhisattva's en boeddha's. Dit is omdat volgens het geloof alleen Guanyin zelf het kwaad kan verdrijven en niet een vorm van knalvuurwerk. Op de gedenkdagen van Guanyin gaan gelovigen naar een Chinese tempel, taoïstische tempel of een boeddhistische tempel om te offeren, te bidden en te mediteren. Bij het offeren moet men niet aan vlees denken, maar aan bloemen, kaarsen, wierook, water, thee, fruit, olielampen en geld. Guanyinvolgelingen hebben meestal thuis ook een altaar met Guanyin. Als men dat thuis heeft, wordt er ook thuis geofferd aan Guanyin. Het geldoffer wordt uitsluitend in een tempel gedaan. Enkelen laten de regel van geen vlees aan hun laars lappen en offeren tegen het gebod in vlees aan Guanyin. Vooral boeddhisten zijn daar absoluut tegen.
Een belangrijk onderdeel op gedenkdagen van Guanyin is het vasten, waarbij geen vlees of geen rundvlees gegeten wordt. Geen rundvlees heeft te maken met een mythe waarbij Guanyin gered werd door een rund. Bij het vasten door vrouwen, bestaat er het gebruik dat zij vanaf de 1e dag tot de 19e dag van de maand (meestal bij de gedenkdagen in de zesde en negende maand) van de Chinese kalender vasten. 
Mensen die bidden om een geboorte van een zoon, offeren zijde aan Guanyin. Als een zoon geboren is na aanbidding van Guanyin, wordt de zoon bij het beeld van Guanyin gezet en geeft de zoon aan Guanyin als peetmoeder. De zoon is dan een kind geworden van Guanyin. Gelovigen denken hierbij meer bescherming van Guanyin te kunnen krijgen en hun zoon met een lang leven zal zegenen.
In tempels waar Guanyin vereerd wordt, zullen op gedenkdagen gebedsdiensten gehouden worden. In sommige tempels worden deze groot opgezet waarbij duizenden gelovigen samenkomen om te chanten en te bidden.

### Tweede maand
De verjaardag van Guanyin wordt op de 19e van de tweede maand van de Chinese kalender gevierd. 
Omrekening naar de westerse kalender
- 2009: 15 maart
- 2010: 3 april
- 2011: 23 maart
- 2012: 11 maart
- 2013: 30 maart
- 2014: 19 maart
- 2015: 7 april
- 2016: 27 maart
- 2017: 16 maart

### Zesde maand
De gedenkdag dat Guanyin een bodhisattva werd wordt op de 19e van de zesde maand van de Chinese kalender gevierd.
Omrekening naar de westerse kalender
- 2009: 9 augustus
- 2010: 30 juli
- 2011: 19 juli
- 2012: 6 augustus
- 2013: 26 juli
- 2014: 15 juli
- 2015: 3 augustus
- 2016: 22 juli
- 2017: 12 juli

### Negende maand
De gedenkdag dat Guanyin lid van de sangha werd wordt op de 19e van de negende maand van de Chinese kalender gevierd.
Omrekening naar de westerse kalender
- 2009: 5 november
- 2010: 26 oktober
- 2011: 15 oktober
- 2012: 2 november
- 2013: 23 oktober
- 2014: 12 oktober
- 2015: 31 oktober
- 2016: 19 oktober
- 2017: 7 november

## Standbeelden
Kolossale standbeelden van Guanyin zijn:
- Sanya'se Guanyin der Zuidelijke Zee, het grootste standbeeld van deze bodhisattva staat op het Chinese eiland Hainan
- Guanyin van Xiqiao
- Guishan Guanyin
- Hokkaido Kannon
- Kannon van Kurume
- Standbeeld op Putuo Shan

## Verder lezen
- Lathouwers, Ton (2000), Meer dan een mens kan doen. Zentoespraken. Rotterdam: Asoka